# Danny Strong
Daniel 'Danny' William Strong (Manhattan Beach, 6 juni 1974), is een Amerikaans acteur, scenarioschrijver en producent. Hij won in 2012 een Primetime Emmy Award voor het scenario van de biografische televisiefilm Game Change en won er hiervoor nog een samen met het gehele productieteam. Daarnaast won hij Writers Guild of America Awards in zowel 2009 (voor de historische televisiefilm Recount) als 2013 (voor Game Change). Strong maakte in 1994 zijn acteerdebuut als Noogie in de jeugdserie Saved by the Bell: The New Class. Zijn eerste filmrol volgde een jaar later, als niet bij naam genoemde student in het misdaaddrama Dangerous Minds.

## Filmografie
*Als acteur, exclusief televisiefilms
- The Butler (2013)
- Robbin' in da Hood (2009)
- Weather Girl (2009)
- Bad Guys (2008)
- Sydney White (2007)
- Veritas, Prince of Truth (2007)
- Outside Sales (2006)
- Seabiscuit (2003)
- New Suit (2002)
- Asylum Days (2001)
- Shriek If You Know What I Did Last Friday the Thirteenth (2000)
- Perpetrators of the Crime (2000)
- Pleasantville (1998)
- The Prophecy II (1998)
- Lasting Silents (1997)
- Dangerous Minds (1995)

## Televisieseries
*Als acteur, exclusief eenmalige gastrollen
- Justified - Albert Fekus (2014, drie afleveringen)
- Mad Men - Danny Siegel (2010-2013, vijf afleveringen)
- Gilmore Girls - Doyle McMaster (2003-2007, 21 afleveringen)
- Buffy the Vampire Slayer - Jonathan Levinson / First Evil (1996-2003, 29 afleveringen + geannuleerde pilot)
- Clueless - Marshall Gasner (1997-1999, negen afleveringen)
- Over the Top - Jesse (1997, twee keer)
- Saved by the Bell: The New Class - 2x Noogie, 3x Stanley (1994)

## Filmscenario's
*Als schrijver
- The Hunger Games: Mockingjay - Part 1 (2014, samen met Peter Craig)
- The Butler (2013)
- Game Change (2009, televisiefilm)
- Recount (2008, televisiefilm)

## Producent
- The Butler (2013, uitvoerend producent)
- Game Change (2009, co-producent, televisiefilm)
- Recount (2008, co-producent, televisiefilm)

- Bibsys: 14011242
- Biblioteca Nacional de España: XX5440653
- Bibliothèque nationale de France: cb15083566j (data)
- Catàleg d'autoritats de noms i títols de Catalunya: 981058514836006706
- CiNii: DA18767648
- Gemeinsame Normdatei: 1048109801
- International Standard Name Identifier: 0000 0001 1436 6618
- Library of Congress Control Number: no2003029753
- Nationale Bibliotheek van Tsjechië: xx0184305
- Nationale Bibliotheek van Israël: 987007325838605171
- Nederlandse Thesaurus van Auteursnamen: 318995026
- Système universitaire de documentation: 174955286
- Virtual International Authority File: 2151725
- WorldCat: E39PBJjxxQcV6KdHQXRyF7jQv3